# Suthfeld
Suthfeld is een gemeente in de Duitse deelstaat Nedersaksen. De gemeente maakt deel uit van de Samtgemeinde Nenndorf in de Landkreis Schaumburg.
Suthfeld telt 1.482 inwoners.
Suthfeld (Zuiderveld) is als gemeente in 1974 ontstaan uit een fusie van de drie dorpen Helsinghausen (het hoofddorp van deze gemeente), Kreuzriehe en Riehe. Helsinghausen heeft iets meer dan 500 inwoners, de beide andere dorpjes iets minder dan 500. De gemeente is genoemd naar de oude benaming van een tussen de drie dorpen in gelegen veld.

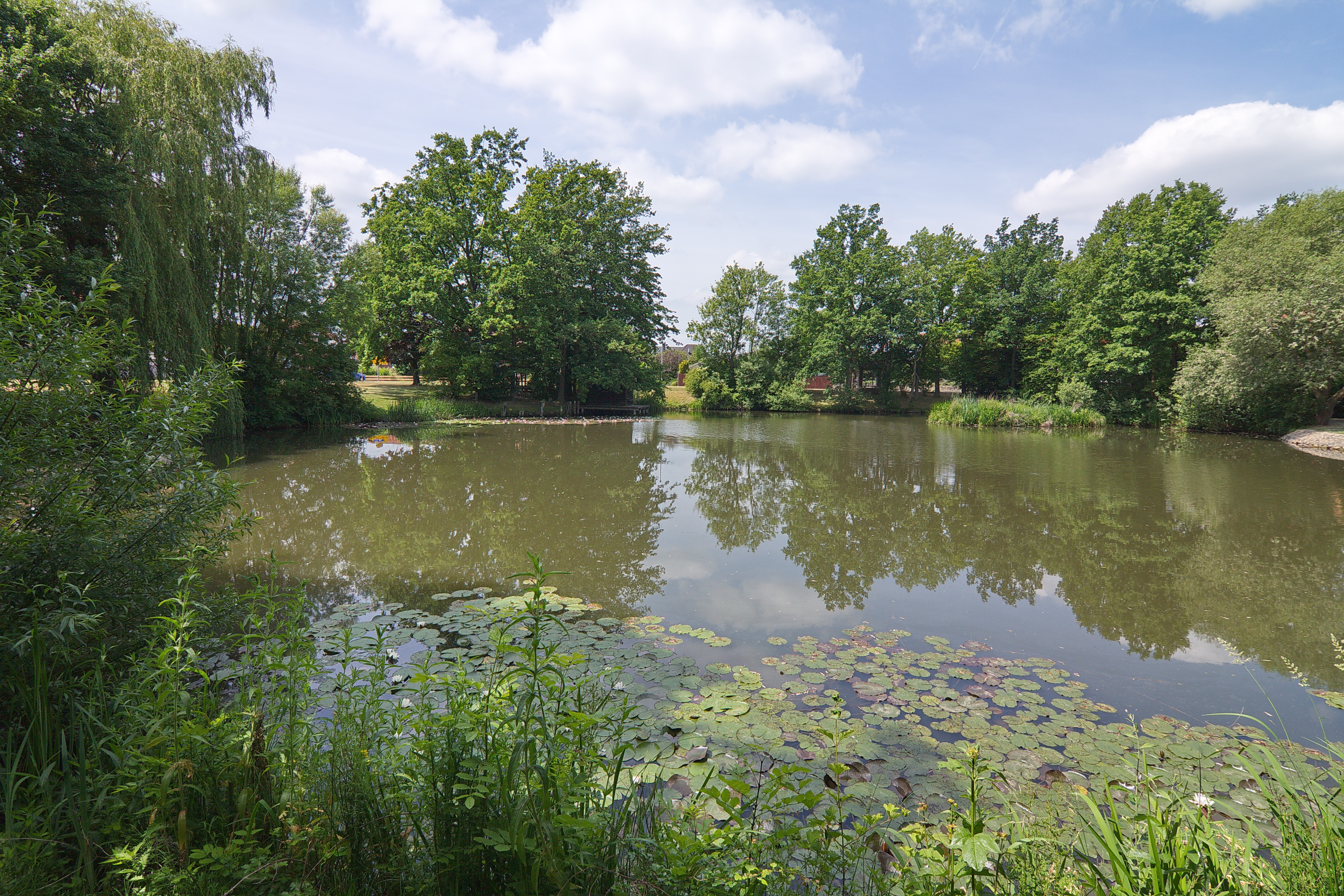
Dorpsvijver, Kreuzriehe

Helsinghausen en Kreuzriehe liggen aan de Bundesstraße 442 tussen Haste en Bad Nenndorf. Riehe ligt ten oosten daarvan aan een zijweg. Alle drie de dorpen zijn oude boerendorpen, omgeven door akkerland. Na plm. 1970 zijn de plaatsjes met kleine woonwijken voor woonforensen uitgebreid. Afgezien van een grote meubelwinkel op de grens met Bad Nenndorf is er verder geen bedrijvigheid van betekenis aanwezig.

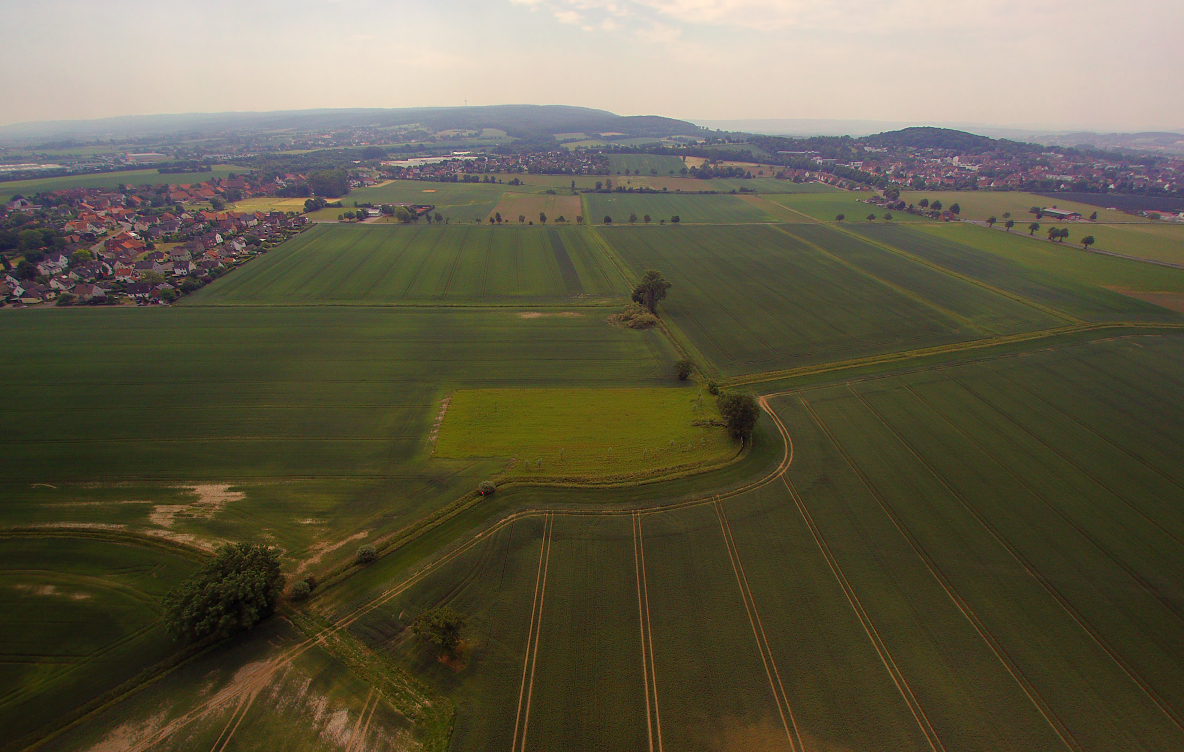
Opgravingslocatie Lindenbrink, blik in zuidelijke richting.

Ten westen van Riehe is tussen 2012 en 2021 door archeologen op de akker Lindenbrink het restant van een door een plaatselijk heer bewoonde plaats, mogelijk zelfs een kasteeltje, ontdekt. Er zijn interessante vondsten gedaan, o.a. sieraden uit de 8e tot en met de 13e eeuw. Deze zijn te zien in het gemeentelijk streekmuseum (Museum Bad Nenndorf).
Historische gebeurtenissen van meer dan plaatselijke betekenis zijn verder niet overgeleverd.
Zie ook: Samtgemeinde Nenndorf.
- Gemeinsame Normdatei: 4830484-0
- Virtual International Authority File: 235698884

Ahnsen · 
Apelern · 
Auetal · 
Auhagen · 
Bad Eilsen · 
Bad Nenndorf · 
Beckedorf · 
Buchholz · 
Bückeburg · 
Hagenburg · 
Haste · 
Heeßen · 
Helpsen · 
Hespe · 
Heuerßen · 
Hohnhorst · 
Hülsede · 
Lauenau · 
Lauenhagen · 
Lindhorst · 
Lüdersfeld · 
Luhden · 
Meerbeck · 
Messenkamp · 
Niedernwöhren · 
Nienstädt · 
Nordsehl · 
Obernkirchen · 
Pohle · 
Pollhagen · 
Rinteln · 
Rodenberg · 
Sachsenhagen · 
Seggebruch · 
Stadthagen · 
Suthfeld · 
Wiedensahl · 
Wölpinghausen